# Джордж Гордон, 5-й граф Гантлі

Герб графів Гантлі.

Джордж Гордон — V граф Гантлі (пом. 19 жовтня 1576 року в Страхбогі) — шотландський аристократ, вождь клану Гордон, шериф Інвернесс, лорд-канцлер Шотландії. В історію ввійшов як найбільший змовник та інтриган свого часу. Батько: Джордж Гордон — IV граф Гантлі. Мати: Елізабет Кейт.

## Життєпис
Джордж Гордон був другим сином Джорджа Гордона, IV графа Гантлі. Він був шерифом Інвернесс з 1556 року. Як капітан Баденок, він був відповідальним за доставку листів з Единбурга до Марії де Гіз, з Інвернессу до Данкельда і навпаки протягом усього літа 1556 року. Королева Марія І Стюарт здійснила похід на північ Шотландії щоб зменшити силу і владу клану Гордон і IV графа Гордон, що контролював більшу частину королівства. Армія королеви підійшла до замку Інвернесс у 1562 році, але IV граф Гордон відмовився впустити королеву в замок. Все закінчилось битвою під Корріхі — клан Гордон був розбитий, IV Гордон і його сини були захоплені в полон. IV граф Гордон раптово помер у полоні — від інсульту. Джон Гордон — старший син був страчений через три дні. Джордж (так званий лорд Гордон) був кинутий у в'язницю в замок Кіннейл-хаус. Він був позбавлений прав і засуджений до смерті за зраду в 1563 році. Потім він був поміщений у в'язницю в замку Данбар до шлюбу королеви Марії І Стюарт у 1565 році, коли його землі, титули і гідності були номінально відновлені. Причиною цього було те, що граф Мореї підняв заколот проти королеви Марії Стюарт. Королева випустила Джорджа Гордона з в'язниці й повернула йому землі й титули. З того час він став вірним союзником королеви і її другом.
Він вступив у союз з Джеймсом Хепберном, IV графом Босуелл, що був одружений з його сестрою Джейн і приєднався до королеви Марії І Стюарт у Данбарі після вбивства Ріцціо в 1566 році. Він отримав посаду лорд-канцлера Шотландії в 1567 році, і приєднався до Ботуелла в змові з метою вбивства регента Мореї в місті Джедбург. Він підписав угоду в замку Крайгміллер на вбивство Дарнлі, і в супроводі Ботуелла та Марії Стюарт здійснив візит до Дарнлі перед його вбивством. Судячи по всьому він був учасником змови проти чоловіка Марії Стюарт — лорда Дарнлі, а можливо й учасником його вбивства у 1567 році. Потім Джордж Гордон підтримав шлюб королеви Марії Стюарт з графом Ботвеллом. По суті він був єдиним представником шотландської аристократії, хто підтримав цей шлюб. По суті він був єдиним аристократом, хто захищав королеву, коли проти неї піднялось повстання шотландських кланів.
Його маєтки, звання, посади і титули були повністю йому повернені після того, як Ботуелл був виправданий у 1567 році. Розлучення Ботуелла з його сестрою тільки посилило вплив Джорджа Гордона, V графа Гантлі. Він був свідком шлюбного договору між Марією Стюарт і Ботуеллом. Він потурав захопленню королеви в полон і супроводжував її в Единбург, тікаючи на північ після її втечі. Він приєднався до повстанців у замку Думбартон, і після тимчасової угоди з регентом Мореї він змовилися щодо звільнення королеви із замку Лох-Левен у 1567 році. Після втечі королеви в Англію в 1568 році, він пішов на північ і уклав спілку з кланами Аргайлу, але отримав від Марії Стюарт наказ припинити війну. Після втечі Марії Стюарт в Англію він очолив «партію королеви» намагаючись повернути Марію Стюарт на трон Шотландії. Але ця спроба була приречена на провал — королева не мала ніякої підтримки в Шотландії, навіть серед кланів, що зберегли вірність католицизму.
Граф Гантлі знову уклав угоду з регентом Мореї в Сент-Ендрюс 14 травня 1569 року. Граф Гантлі повинен був розірвати спілку з графом Мортоном щоб придушити повстання серед своїх колишніх союзників, і здати королівської гармати, які тримали в замку Гантлі. У свою чергу регент Мореї обіцяв графу і його послідовникам помилування за злочини проти корони з 11 червня 1567 року і пообіцяв парламентський акт, щоб пробачити його як «лейтенанта королеви Грейс» зі серпня 1568 року по березень 1569 року.
Після цього він продовжив вести бойові дії громадянської війни, він отримав у володіння амок в Единбурзі, контролював парламент, і захопив регента Ленноксу в замку Стерлінг. Його брат Адам Гордон Аукіндон був його лейтенантом на півночі, і боролися за королеву Марію Стюарт в Абердинширі та в Мернсі.
Під тиском обставин та під тиском королеви Англії Єлизавети І він був змушений піти на мир з ворогами і скласти зброю. У 1572 році граф уклав угоду з регентом Мортоном і підписав Пертське перемир'я, визнав королем сина Марії Стюарт — Якова VI.

## Родина
Він одружився з Анною — дочкою Джеймса Гамільтона, герцога Шательро і мав 3 дітей, у тому числі: дочку Джейн і сина Джорджа Гордона, що став VI графом Гантлі та І маркізом Гантлі.